# Rue Gabriel-Péri (Massy)
Pour les articles homonymes, voir Rue Gabriel-Péri.
La rue Gabriel-Péri est une rue de Massy dans le quartier du Centre ou du Vieux-Massy

## Situation et accès
La rue Gabriel-Péri est une des rues principales de l’ancien village de Massy. 

Elle se situe dans le prolongement de l'avenue du Président-John-Fitzgerald-Kennedy au nord-est vers la D 920, ancienne route nationale 20 et, à l'autre extrémité, de la rue du 8-Mai-1945 au sud-ouest qui se prolonge elle-même par l'avenue de Paris dans le quartier Atlantis. Cet ensemble formait l'ancienne route nationale 188. Dans sa partie entre le croisement avec les rues Gambetta et de Longjumeau et celui avec la rue Fustel-de-Coulanges et de la rue de la Division-Leclerc, c’est la principale rue commerçante du centre ancien, desservie par des commerces de proximité. Cette partie est fermée à la circulation le dimanche matin, jour où la rue est généralement animée.
La partie en montée vers l'avenue du Président-John-Fitzgerald-Kennedy en direction du plateau où s’est construit autour de 1960 le Grand ensemble est peu commerçante.
La rue est bordée de maisons qui sont d’anciennes fermes avec entrées charretières. Elle est en sens unique avec double-sens-cyclable

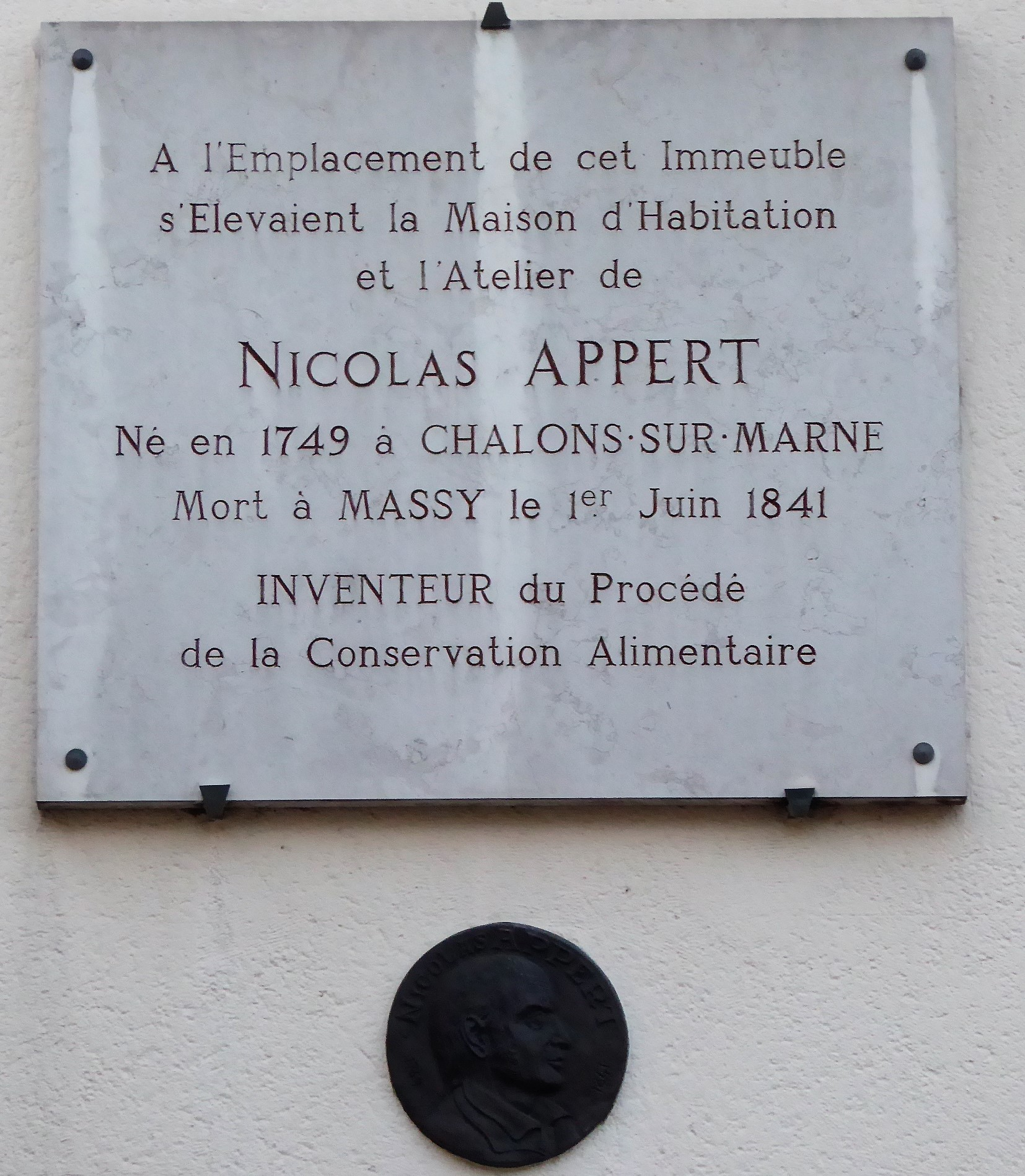
Plaque à l'emplacement de l'ancien atelier de Nicolas Appert

Dans la montée, après la ruelle Eugène-Cretel (du nom d'un ancien propriétaire) se situe le centre Saint-Exupéry qui fait partie de l’ancienne propriété où étaient installés la maison et l'atelier de Nicolas Appert, première usine mondiale de conserves. Cette usine ayant été détruite par les troupes prussiennes en 1815, la propriété qui s'étendait au bord de la rue, du chemin des Sablons (actuellement ruelle Eugène-Crétel) à la voie fondue (actuellement rue André-Chénier), fut vendue par adjudication en 16 lots en 1816.
Une plaque sur la façade du n° 18 rappelle cette installation.

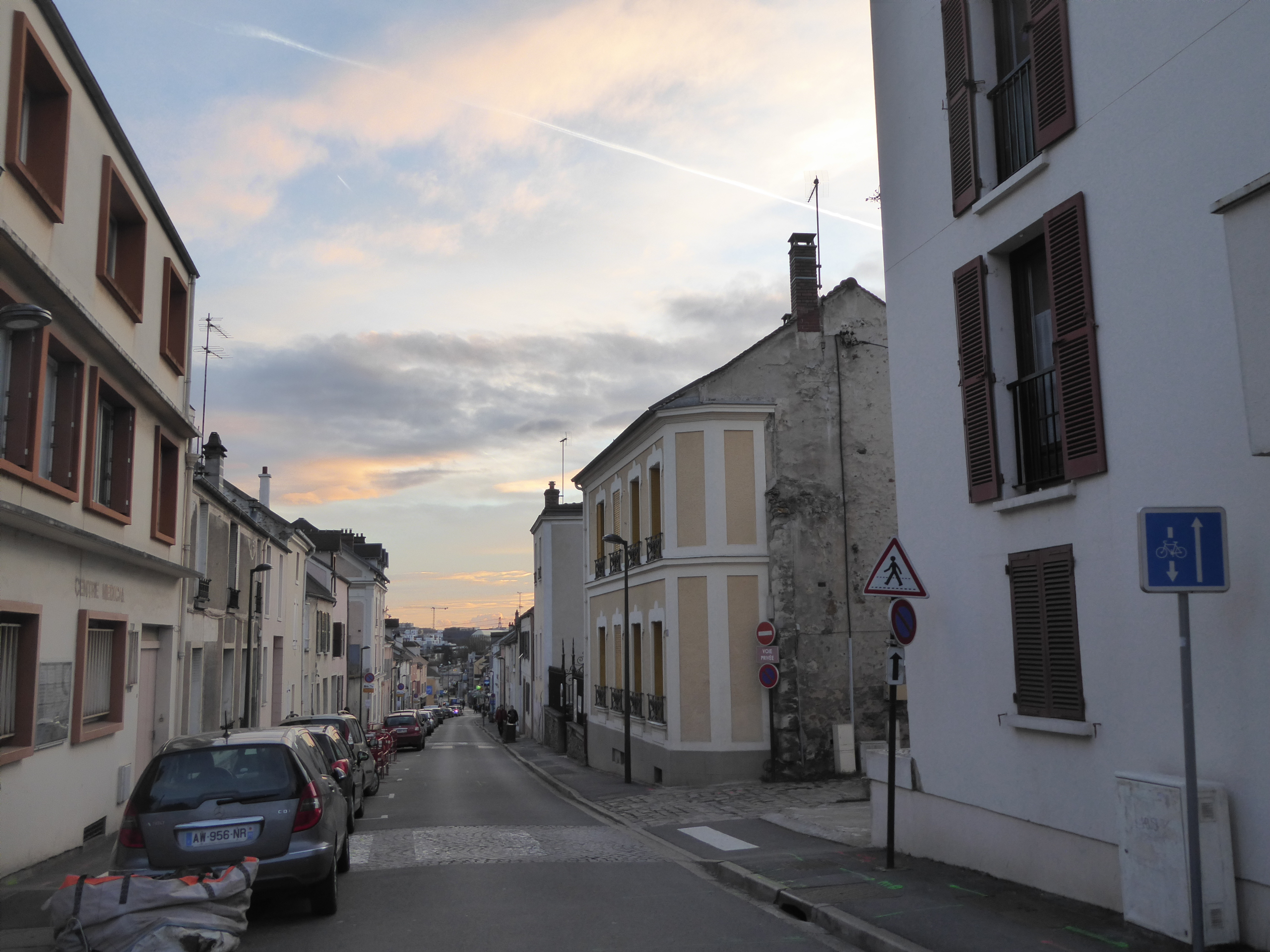
Rue Gabriel-Péri, vue en descente.
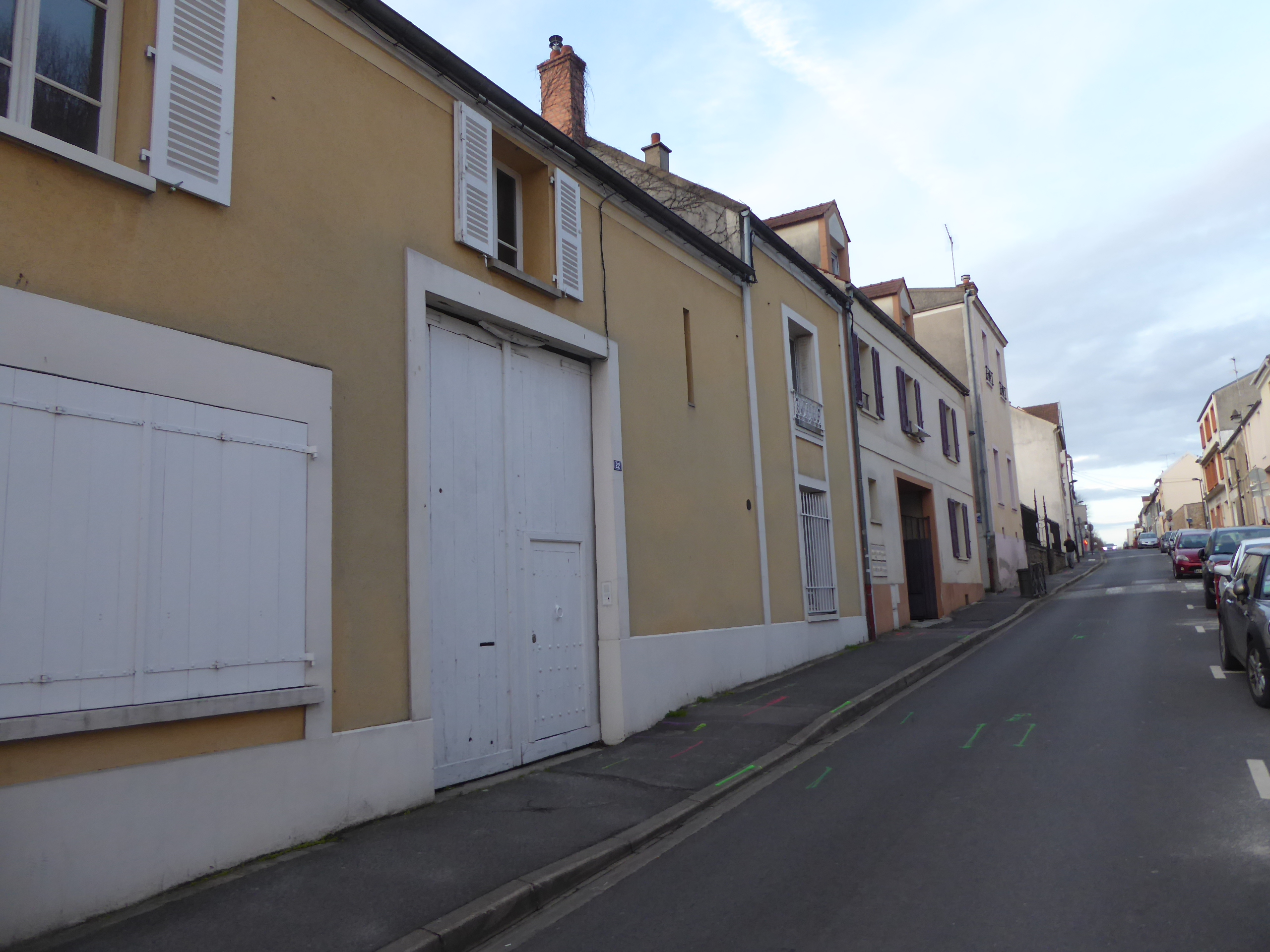
Rue Gabriel-Péri, en montée.
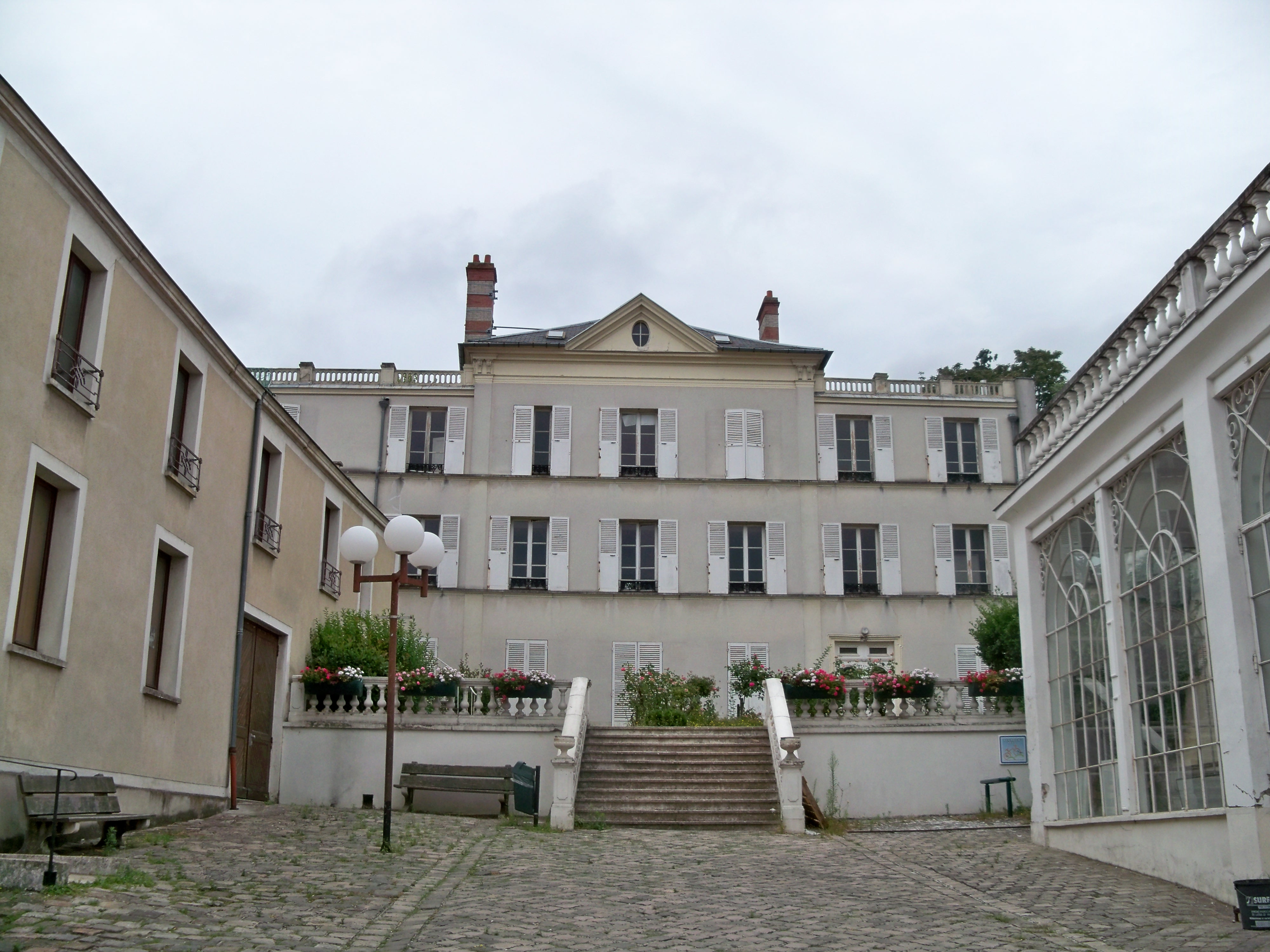
Centre Saint-Exupéry, ancienne propriété Appert.

## Origine du nom
Dans le village, la route était nommée Grande-Rue puis rue de Paris avant de prendre, après la Deuxième guerre mondiale, son nom de Gabriel-Péri et de rue du 8-Mai-1945 pour la partie entre la rue Fustel-de-Coulanges et le pont sous la voie ferrée.
Elle honore aujourd'hui le journaliste Gabriel Péri (1902-1941), arrêté comme résistant et fusillé comme otage.

## Historique

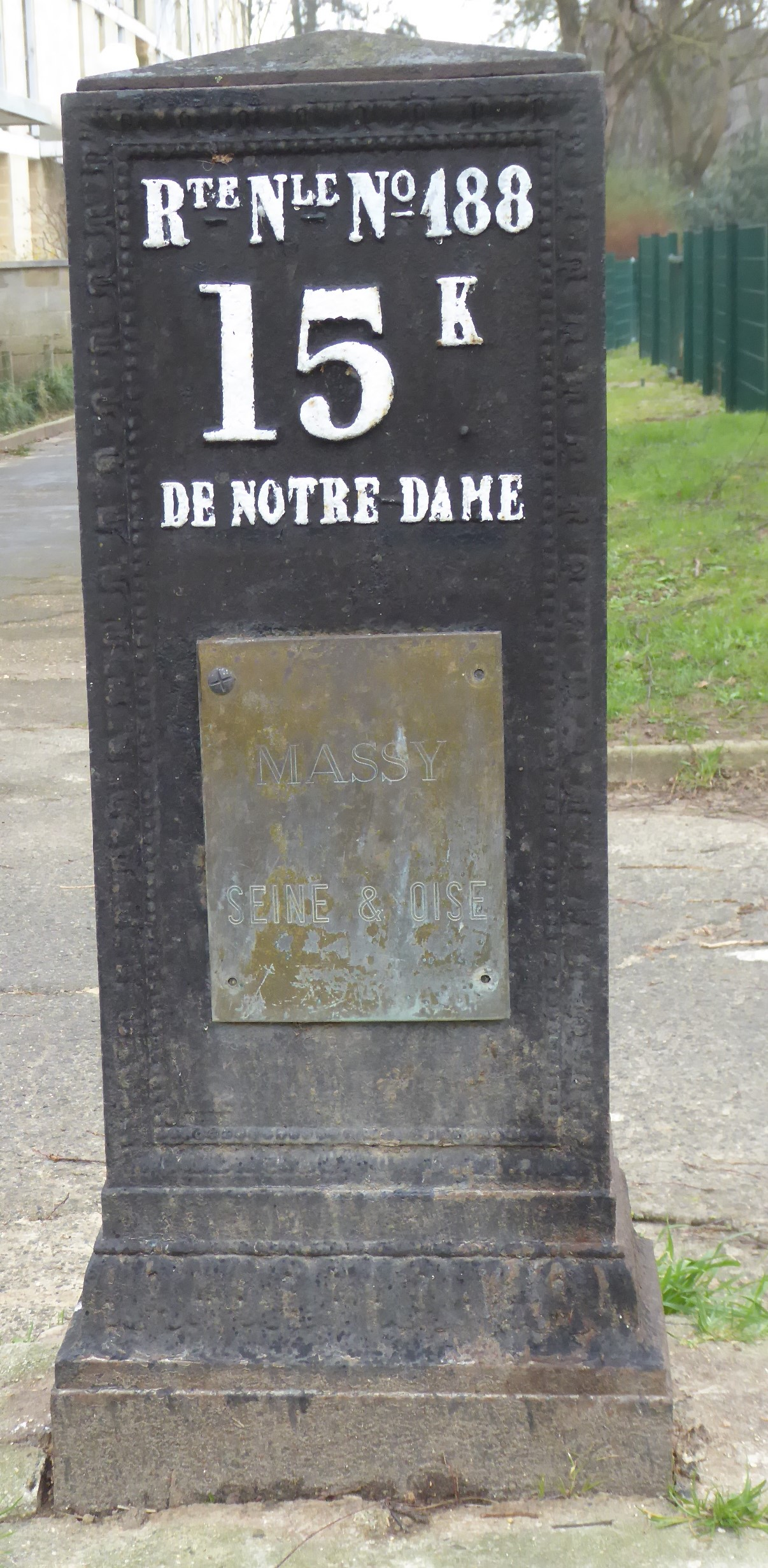
Borne RN 118, avenue du Président-Kennedy.

La rue Gabriel-Péri est la partie de l’ancienne route nationale 188 dans sa traversée du village de Massy. Cette route est greffée sur un ancien chemin visible sur les cartes du XVIIe siècle. Cette route impériale 182 en 1809 devient la route royale 201 en 1818 et prend en 1829 son numéro 188 de route royale, impériale puis nationale. Dès le XVIIIe siècle, la route principale de Paris à Chartres étant celle par Boulogne, Versailles, Trappes (route nationale 10), celle par Massy était nommée ancienne route de Chartres.
La route étroite et très pentue dans sa traversée du village est élargie entre 1829 et 1832 dans la descente entre les actuelles rues André-Chénier et Gambetta (à cette date respectivement Voie fondue et rue des Bannières) en mettant plusieurs maisons à l’alignement. Sur cette partie la pente est adoucie en 1848, la montée de la rue de Paris étant considérée comme trop pénible pour les attelages. On abaissa donc son niveau dans la partie haute, et les déblais servirent à rehausser la partie basse.
Jusqu’à la création de la route à 4 voies de l’avenue du Maréchal-Koenig au début des années 1970 et la construction des autoroutes A 10 et A 126 qui mit la route en impasse à Palaiseau, la rue Gabriel-Péri faisait partie d’un axe de transit routier .
Elle perdra cette fonction au cours des années 1960 avec la création de l'avenue du Maréchal-Koenig, route à 4 voies qui passe au sud du grand ensemble réalisé à la même époque.

Cartes postales de l'ancienne rue de Paris, aujourd'hui Gabriel-Péri
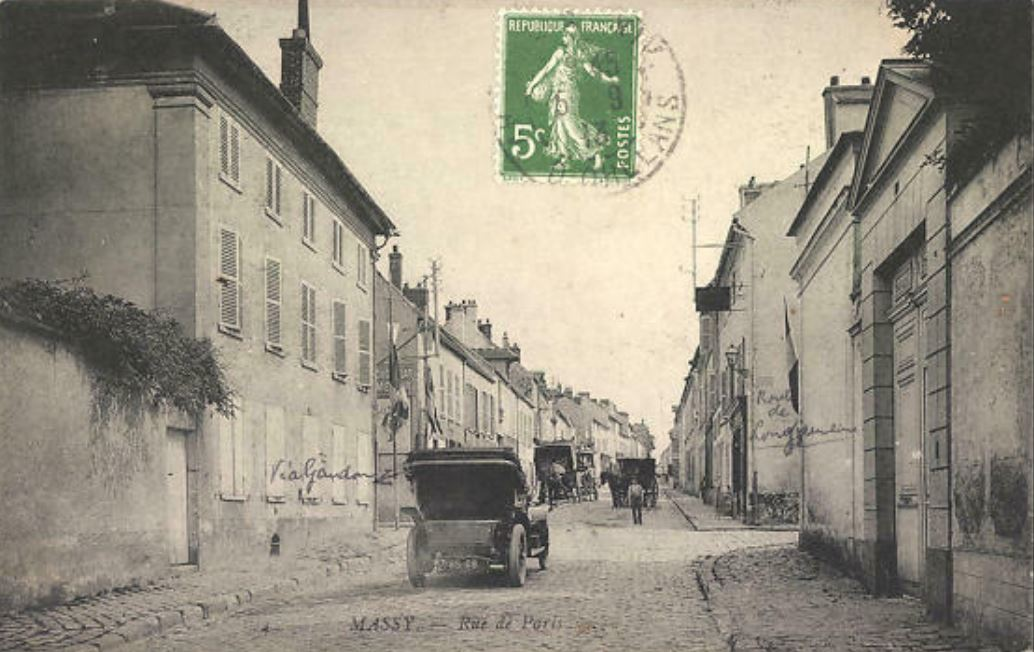
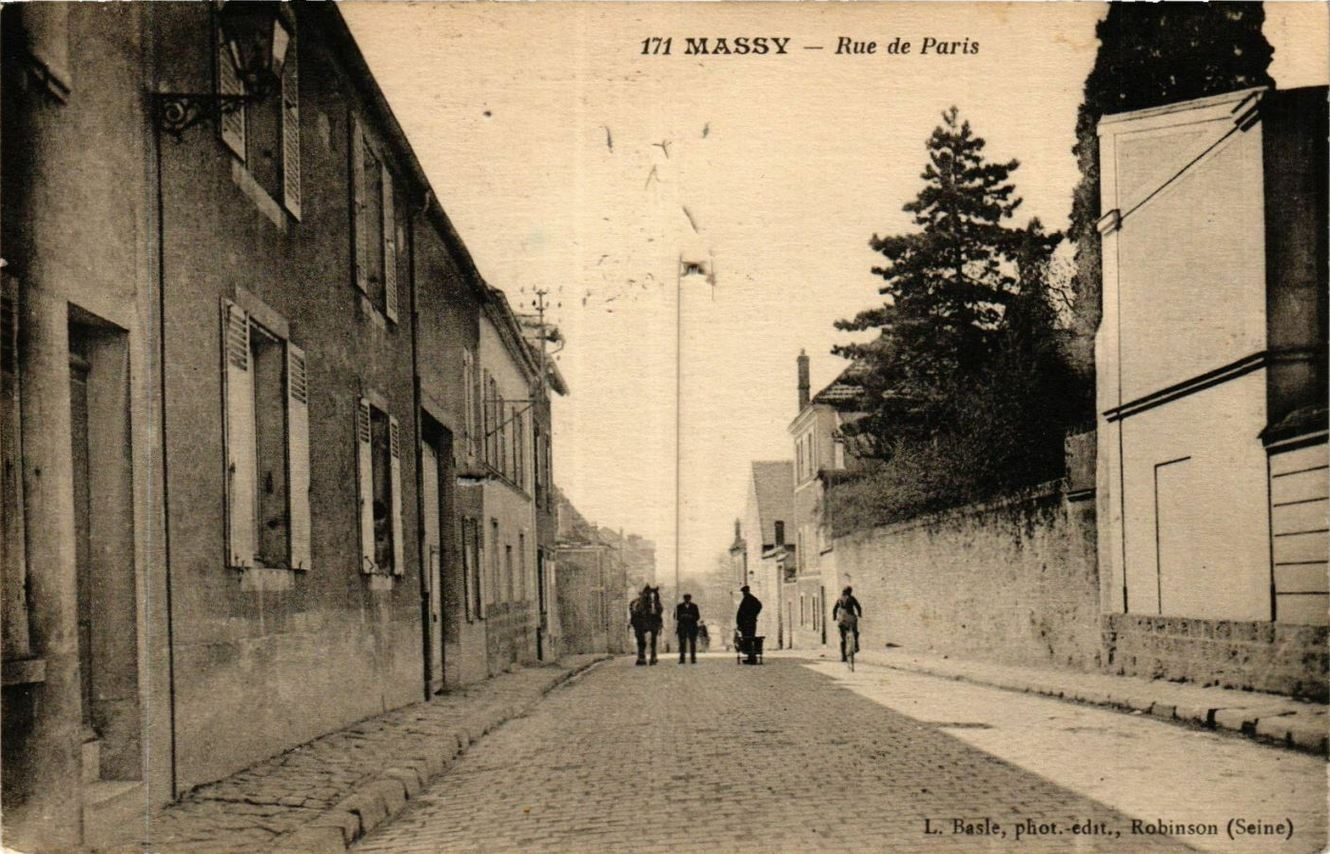